# توني لويس
توني لويس (بالإنجليزية: Tony Lewis) (و. 1938  م) هو لاعب كريكت، ولاعب اتحاد الرغبي من المملكة المتحدة، وويلز، ولد في سوانزي.

## التعليم
تعلم في كلية المسيح في جامعة كامبريدج ‏.

## جوائز
حصل على جوائز منها:
- جائزة المنافسة العامة [الإنجليزية]‏ (1946)
- قائد الفنون والآداب

## روابط خارجية
- توني لويس على موقع إي آس بي آن كريك إنفو (الإنجليزية)